# André Billy (football)
Pour les articles homonymes, voir André Billy et Billy.
André Billy (Bazeilles, 13 mai 1877 - Saint-Gervais-les-Bains, 9 août 1913) est un ancien dirigeant français de football.

## Biographie
Né à Bazeilles en 1876 d'un père industriel, il effectue ses études au Collège Turenne à Sedan.
Il réside par la suite à Lille (59) où il occupe le poste d'Administrateur de la Compagnie Française de Stérilisation des Farines. 
Il exerce également les fonctions de Conseiller au Commerce Extérieur de la France.
Le 1er juillet 1905, il prend la présidence de l'Olympique lillois. En 1906, il organise des rencontres inter-régionales qui donneront naissance à l'équipe des Lions des Flandres. Il devient aussi Premier Vice-Président de l'USFSA. À la suite d'une brouille avec Henri Jooris, il démissionne. 
Âgé de 36 ans, il meurt des suites d'une congestion pulmonaire à Saint-Gervais-les-Bains. Il est inhumé à La Moncelle (08).
Il disait toujours en plaisantant dans ses grandes discussions à propos de la section football de l'USFSA : « L'Union, c'est moi ».